# Atanazy III Patelaros
Atanazy III Patelaros, gr. Αθανάσιος Γ΄ Πατελάρος (ur. 1597, zm. 5 kwietnia 1654) – ekumeniczny patriarcha Konstantynopola w 1634, 1635 i 1652 r. Święty prawosławny.

## Życiorys
Urodził się jako Aleksy Patellarios. W 1631 r. został metropolitą Salonik. W lutym 1634 został patriarchą Konstantynopola. Utrzymał się na tronie do 25 marca. Został zdetronizowany przez Cyryla Lukarisa. W 1635 Atanazy udał się do Włoch. Tam w Rzymie papież chciał go mianować kardynałem pod warunkiem akceptacji credo z filioque. Atanazy odmówił. W 1643 r. udał się do Rosji. Powrócił do Konstantynopola w 1652 i został patriarchą po raz trzeci. W lipcu 1652 r. dobrowolnie zrzekł się patriarchatu i udał się do Mołdawii. Następnie odwiedził w Czehryniu Bohdana Chmielnickiego. W kwietniu 1653 dotarł do Moskwy. W Rosji wziął udział w reformach patriarchy Nikona. Zmarł 5 kwietnia 1654 r. 

## Kanonizacja
W 1670 r. Atanazy został kanonizowany przez Rosyjski Kościół Prawosławny. Jego święto jest 2(15) maja.